# 广州东凌粮油
广州东凌粮油股份有限公司（证券简称：东凌粮油、曾用简称：广州冷机等，深交所：000893），是一间从事植物油加工业的上市公司。

## 历史
公司的发起人为万宝冷机集团有限公司，其前身为1984年3月10日组建的国营广州电冰箱压缩机厂。广州冷机股份有限公司于1998年10月27日由万宝冷机集团有限公司独家发起成立，同年12月24日在深圳证券交易所A股上市，2006年8月7日进行股权分置改革。2008年进行重大资产重组，2009年12月22日变更为广州东凌粮油股份有限公司，为国内首家大豆加工业上市公司。